# Barberton (Washington)
Pour les articles homonymes, voir Barberton.
Barberton  est une census-designated place américaine de l'État de Washington dans le comté de Clark. 
La population était de 5 661 habitants en 2010.